# شهر چانگپینگ، شهرستان فوسویی
شهر چانگپینگ، شهرستان فوسویی (به لاتین: Changping Township) یک شهرک در جمهوری خلق چین است که در شهرستان فوسوی واقع شده‌است. شهر چانگپینگ ۱۹۶ کیلومتر مربع مساحت و ۲۵٬۰۵۴ نفر جمعیت دارد.